# Managed DirectX
Managed DirectX (MDX) è un insieme di API per DirectX di Microsoft deprecate per la programmazione in ambiente .NET. MDX può essere utilizzato da qualunque linguaggio che utilizza i .NET runtime (mediante il CLR).
MDX può essere utilizzato per sviluppare applicazioni multimediali ed interattive, sfruttando le performance grafiche e consentendo ai programmatori di sfruttare l'hardware grafico dall'interno dell'ambiente .NET.
Managed DirectX è stata distribuita nel 2002 per fornire un accesso semplificato alle API DirectX attraverso il framework .NET. L'SDK consente agli sviluppatori l'accesso a numerose classi che consentono il rendering 3D (Direct3D) e l'utilizzo delle altre API molto più facilmente. Non viene fornito comunque l'accesso alle API di nuova generazione come Direct3D 10, XInput, e XAudio 2.
MDX è deprecato ed al suo posto è consigliato l'utilizzo di XNA Game Studio Express. L'accesso è comunque possibile tramite l'utilizzo di progetti opensource come SlimDX e SharpDX.

## Versioni

### MDX 1.1
- Prima versione disponibile ed attualmente l'ultima versione stabile.
- Può essere utilizzato su .NET 1.1 e 2.0
- Fornisce API object-oriented ed implementa funzionalità simili a DirectX 9.

### MDX 2.0 beta
- Eliminato in fase beta, non più disponibile.
- MDX 2.0 è stato sostituito da Microsoft XNA.
- Le API differiscono rispetto a 1.1 in diversi punti.